# Eduard Chalupa
Eduard Chalupa (1897 Praha – 17. září 1960 Praha) byl český legionář[zdroj?], skautský vedoucí a posléze kolaborant.

## Život

### Meziválečné období
Během 1. světové války bojoval na italské frontě. Zde velel kulometné četě a byl povýšen na poručíka. Po vzniku Československa a skončení Velké války se vrátil domů a sloužil u polní stráže. V roce 1919 se zúčastnil bojů s maďarskými bolševiky. V listopadu 1920 byl demobilizován. Poté studoval pražské Vysoké učení technické. Školu však nedostudoval a titul elektroinženýra získal zvláštní zkouškou. Krátce působil na ministerstvu hospodářství, následně pracoval ve firmě prodávající rádia.

## Druhá světová válka
V roce 1938 z ní pro své antisemitské názory odešel a začal pracovat u firmy Philips. Až do léta 1943 působil v pozici vedoucího pobočky v Brně.
Stále více se začal angažovat v nacistické organizaci Mládež Vlajky. Po jejím zániku se stal funkcionářem Moravcova Kuratoria pro výchovu mládeže, byl dokonce hlavním pověřencem pro Prahu. Neopouštěla jej ale touha opět velet vojenské jednotce, a proto začal v rámci Kuratoria budovat tzv. Družinu 240, označovanou rovněž jako Družina věrnosti, jež představovala jakýsi předstupeň bojového útvaru. Za ní následovaly oddíly Zvláštního zasazení (ZZ). Eduard Chalupa byl na jaře 1945 jmenován velitelem Svatováclavské roty, která se cvičila v Unhošti u Kladna a měla být nasazena v bojích proti Rudé armádě.

### Poválečné období
Vedení Kuratoria pro výchovu mládeže bylo po osvobození postaveno před soud, Emanuel Moravec spáchal 5. května 1945 sebevraždu. Eduard Chalupa a další vedoucí funkcionáři byli odsouzeni k trestu smrti, verdikt jim ale prezidentská milost změnila na doživotí. Chalupovi byl v květnu 1955 trest zmírněn na 25 let. Stále více se však u něj začaly projevovat příznaky tuberkulózy, ke které se přidal hnisavý zánět pobřišnice a pohrudnice. Tomu 17. září 1960 Eduard Chalupa ve vězeňské nemocnici v Praze na Pankráci podlehl.